# Fortaleza Kłodzko

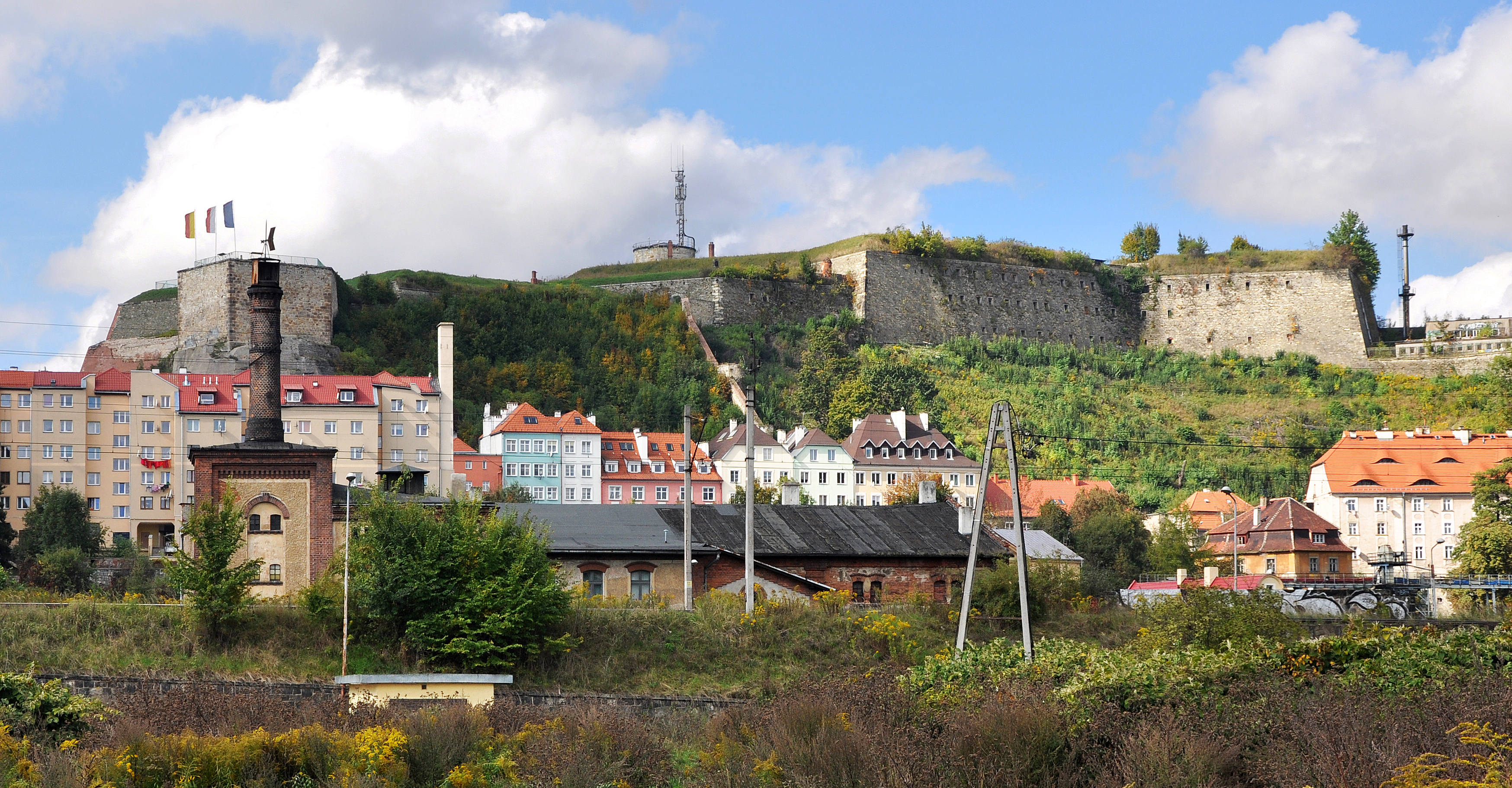
Fortaleza Kłodzko

Fortaleza de Kłodzko (Festung Glatz em alemão) - uma grande fortaleza bem preservada em Kłodzko, que é um sistema de defesa dos séculos XVII e XVIII.

## A aparência da Fortaleza
A área da fortaleza é de mais de 30 hectares. O complexo da Fortaleza Kłodzko inclui:
- fortaleza principal
- Forte auxiliar de Owcza Góra
- fortificações da cidade (fragmentadas)
- fortificações de campo

## História
A primeira menção de um forte fortificado na colina do castelo em Kłodzko vem do relato de Kosmas, um cronista tcheco de 981. Deve-se presumir que era um grupo de edifícios de madeira cercados por uma paliçada - nesta forma foi conquistada e queimada pelo príncipe tcheco Sobiesław em 1114. Sobiesław reconstruiu o castelo em 1129 e instalou nele o castelão - Gronzata.

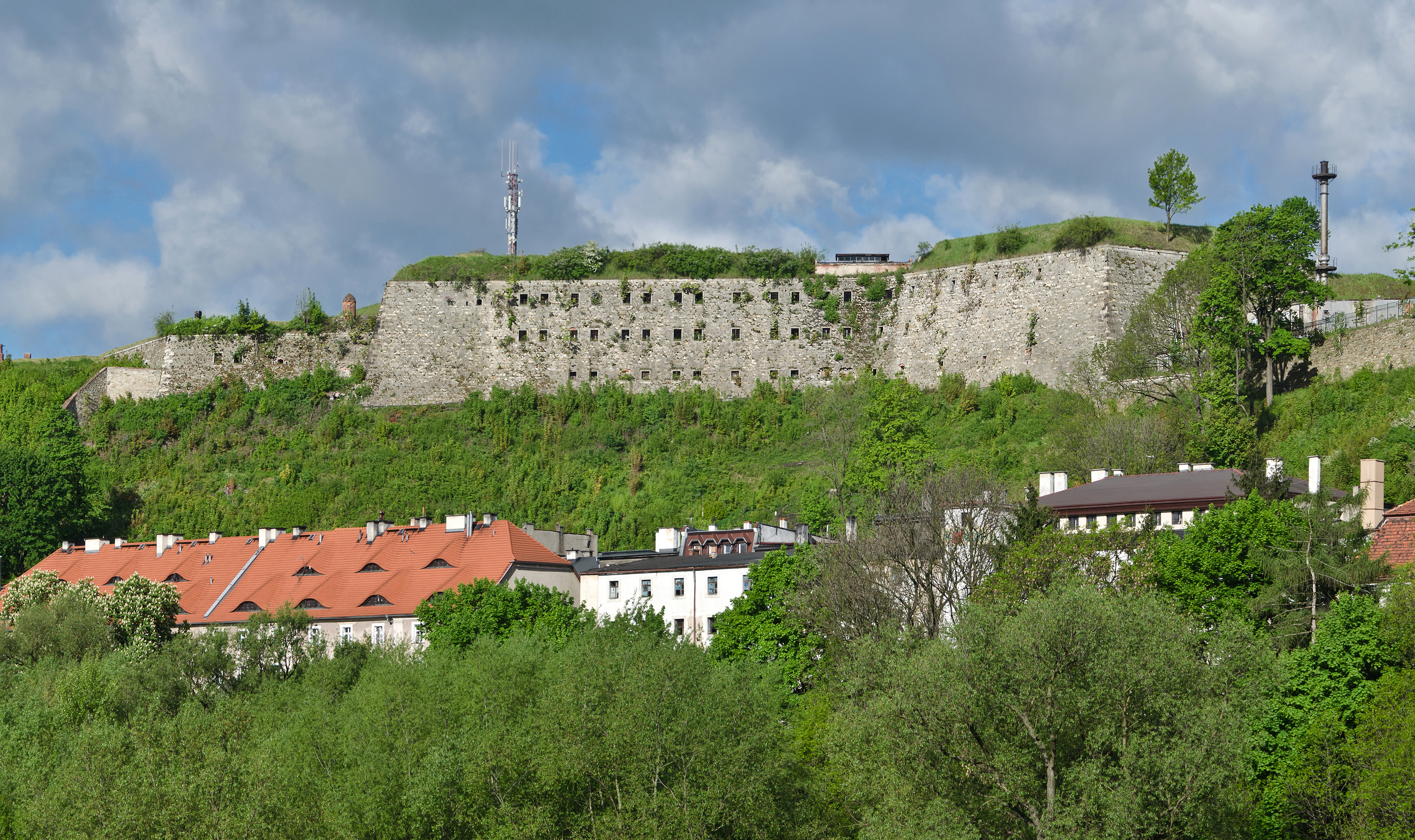
A fortaleza do leste

Na virada dos séculos XIII e XIV, o castelo foi reconstruído, provavelmente pelo Príncipe Henrique IV Probo, em um castelo fortificado. Foi a sede de sucessivos representantes da linhagem Piast da Silésia que governou a Terra Kłodzko, Henrique VI, o Bom (1327–1335) e Bolek II de Ziębice (1337–1341). Durante o reinado de Jerzy de Podiebrady, o castelo tornou-se uma residência confortável, constituindo a magnífica residência do governante do condado de Kłodzko. Além dos aposentos, era constituída por uma capela e pela igreja de S. Wenceslas e St. Martin. A água era retirada de cinco poços, o mais antigo era de 1393 e chamava-se Tumska, e o mais profundo - Piekarska, estava localizado em um poço de 60 metros.
Nos anos de 1557 a 1560, o arquiteto Ernest Lorenz Kirschke ampliou a fortaleza com um castelo intermediário e inferior. Eles, juntamente com o castelo superior e as fortificações da cidade, constituíam um sistema de defesa combinado em um.

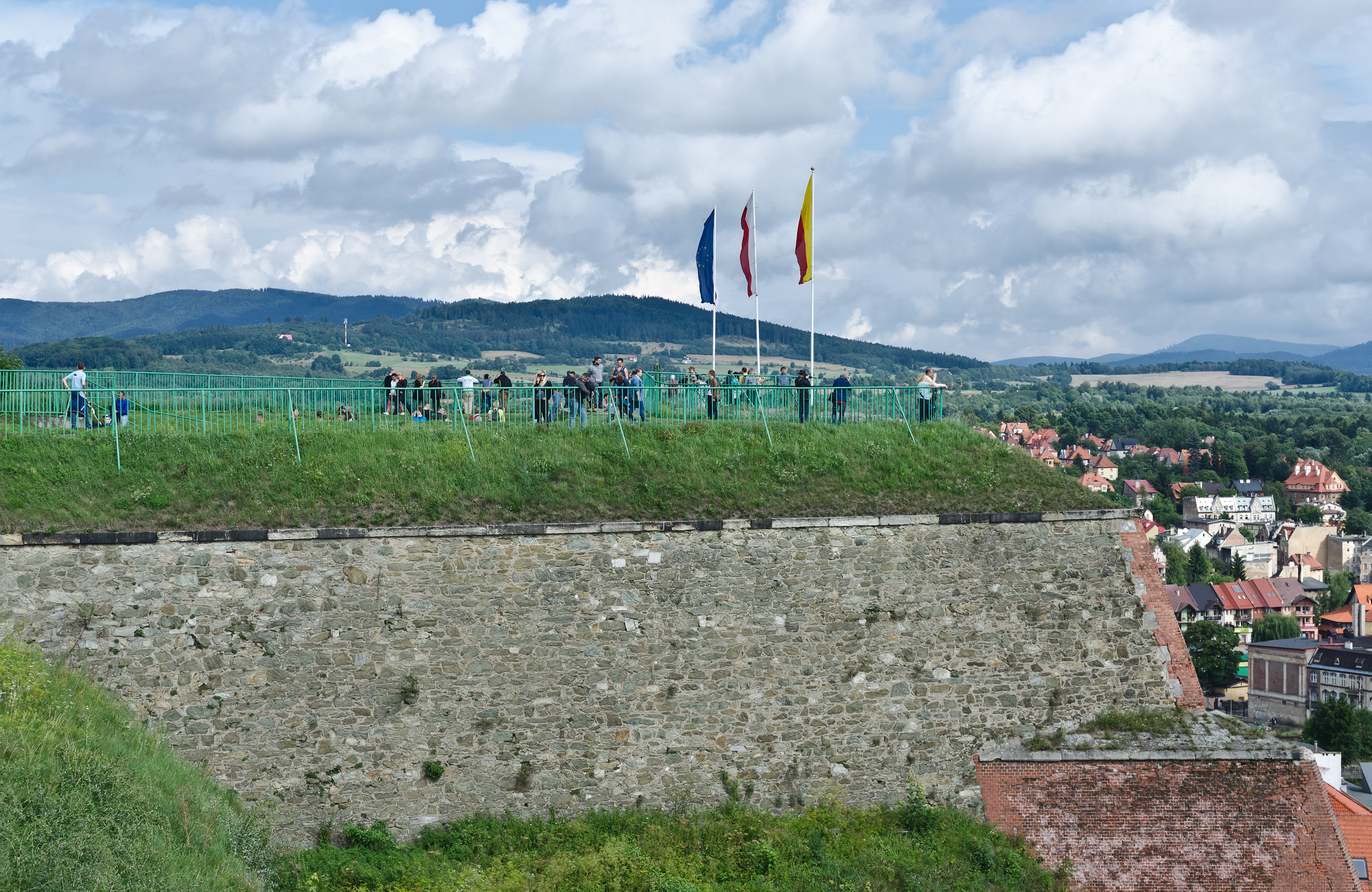
Vendo bastião

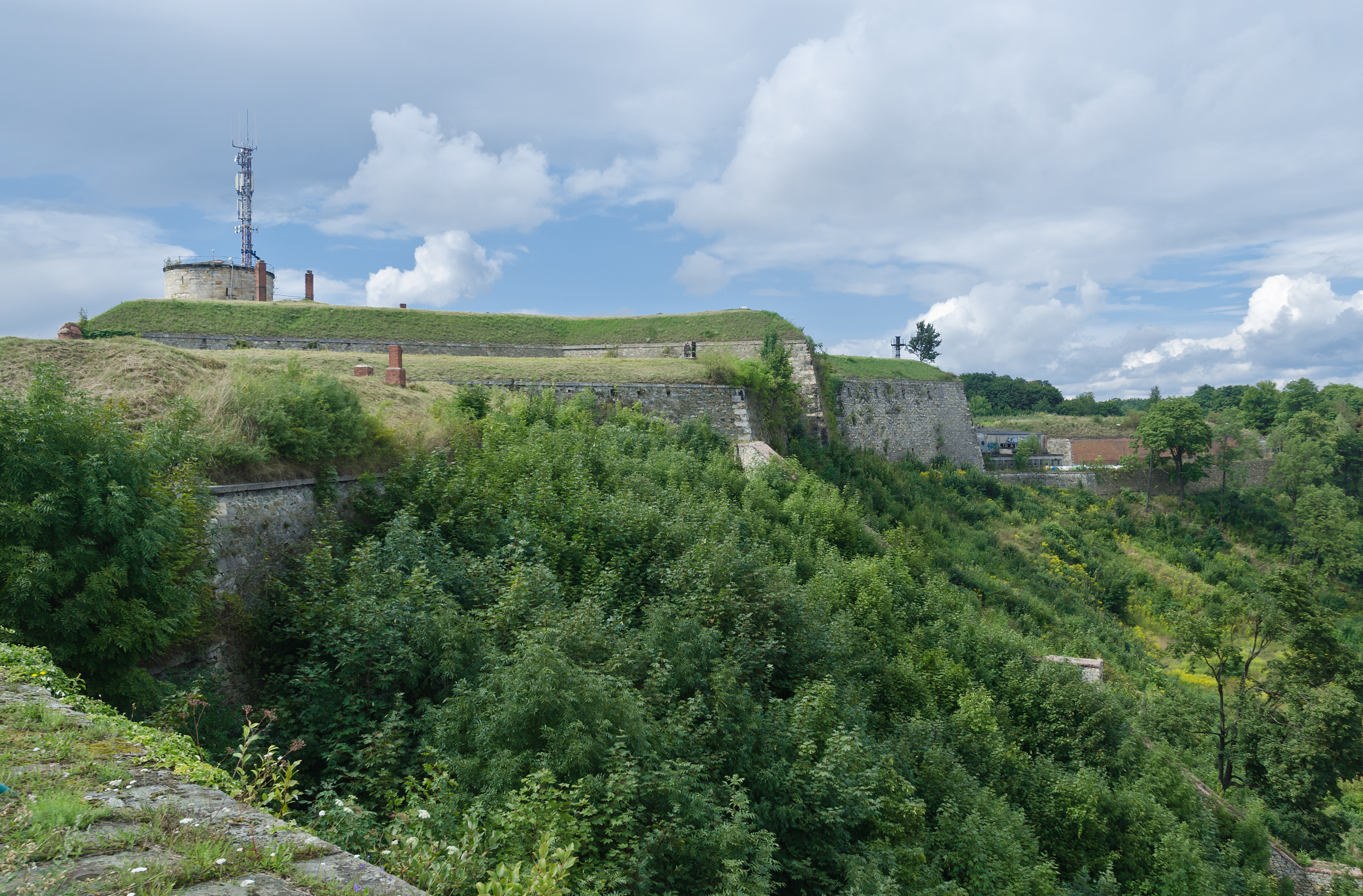
A parte mais alta da fortaleza

Em 1622, após a batalha de Montanha Branca, o exército imperial tomou a cidade. Suas ações causaram muitos danos, entre eles a necessidade de demolir a colegiada, que corria o risco de desabar, e os prédios do reduto. Depois de assumir a cidade, Jacopo Carove realizou novas obras de expansão das fortificações nos anos de 1690 a 1702. As paredes medievais foram substituídas por cortinas e bastiões. A pedido dos Habsburgos, três bastiões foram construídos: Jabłonka, Ludmiła e Wacław. Eles foram a base das fortificações, eles formaram os chamados um trabalho da coroa protegendo a Montanha Fortaleza do norte e do leste. Por outro lado, do sul e do oeste, foram construídos os bastiões Alarm e Bell-Ringer e o semi-bastião Eagle. O complexo destas fortificações estava rodeado pelo castelo situado no topo, parcialmente adaptado ao sistema de fortificações. Os bastiões foram cobertos com revelins - Polny e Jabłonka, e um fosso. Assim, o castelo foi reconstruído e modernizado, conferindo-lhe uma forma mais moderna.
Em 1742, a fortaleza foi entregue aos prussianos, que ocuparam a área do condado de Kłodzko como consequência da Primeira Guerra da Silésia.

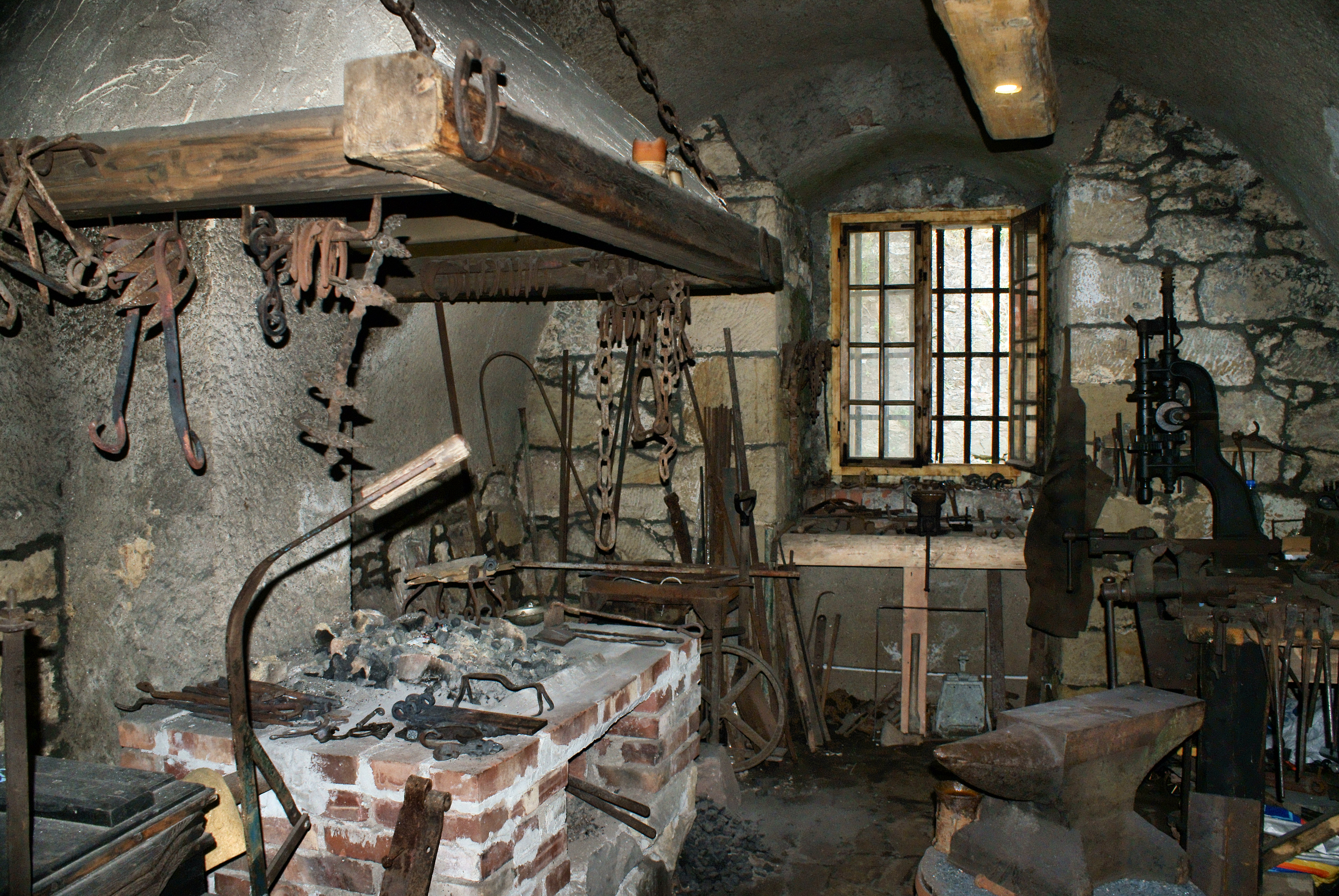
Forja

Os planos de Frederico II incluíam o fortalecimento dos territórios recém-adquiridos com a construção de fortalezas e redutos. Desta forma, toda a linha de fortificações foi criada: Szczecin, Głogów, Wrocław, Świdnica, Srebrna Góra, Kłodzko, Nysa. Assim, durante o reinado de Frederico II, foi ampliado e fortificado significativamente, colocando seu caráter defensivo em primeiro plano. Em 1743, a fortaleza, especialista na escola de fortificação francesa, General Gerhard Cornelius de Wallrave, de origem holandesa, preparou novos projetos para a cidade de Kłodzko. Inicialmente, o trabalho foi liderado por Walrave, que, no entanto, caiu em desgraça e foi substituído pelo coronel engenheiro Friedrich Christian von Wrede. Durante este período, o forte de Owcza Góra também foi construído como um forte auxiliar. A reconstrução intensificou-se mesmo após as guerras da Silésia (1770) - então os restos do castelo residencial, capela e igreja foram demolidos, no local dos quais uma enorme torre de menagem foi construída sob a direção do Coronel Ludwig Wilhelm von Regler (alemão) (o então comandante da fortaleza).

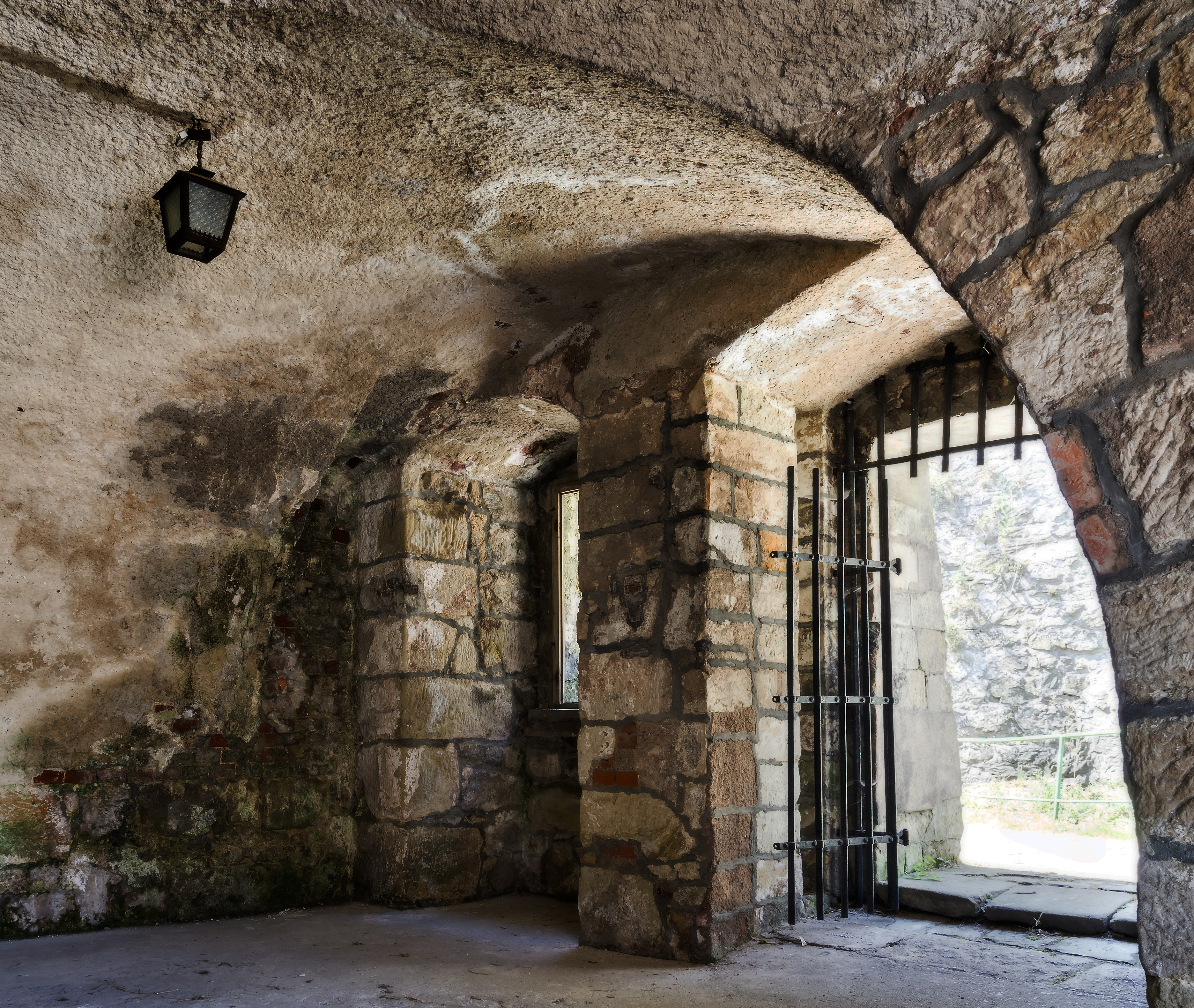
Saia das casamatas

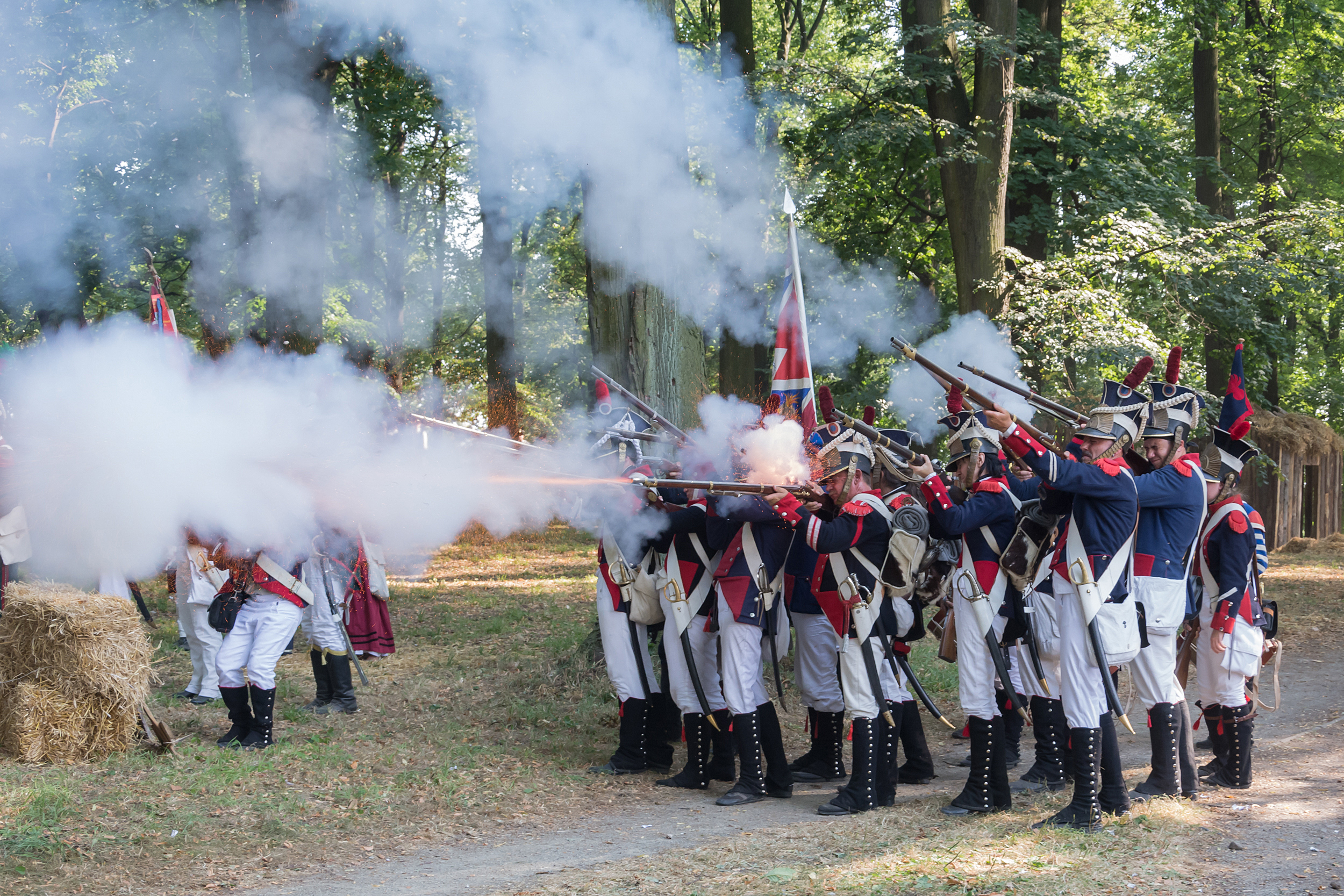
Reconstrução da batalha pela Fortaleza Kłodzko

A Fortaleza Kłodzko desempenhou um papel importante durante a defesa da Silésia na campanha prussiana de Napoleão (1806-1807). Jerónimo Bonaparte foi o comandante-chefe das tropas francesas e regimentos da União do Reno (composta pelas tropas da Baviera e de Württemberg) na luta pela Silésia. Após a capitulação de Nysa, as terras prussianas ainda possuíam as terras de Kłodzko com duas fortalezas em Kłodzko e Srebrna Góra. Comandando as forças prussianas, o governador geral da Silésia, o conde Friedrich Wilhelm von Götzen (alemão) tinha cerca de 10.000 pessoas à sua disposição. A tripulação Kłodzko consistia em cerca de 4.070 soldados. Kłodzko se tornou a base principal para as colunas móveis de Götzen. A fortaleza foi ampliada e modernizada quase todo o tempo em que esteve em mãos prussianas. As fortificações foram melhoradas quase até o último momento. Por exemplo, após o início da guerra em 1806, começaram as obras de ampliação das calçadas dos mineiros. Essas obras continuaram em 1807, antes do aparecimento das tropas do 9º Corpo. Um acampamento fortificado foi construído na periferia sul e sudeste da fortaleza. Do lado de Nysa Kłodzka, a fortaleza foi protegida pelas fortificações de Srebrna Góra. Depois que Lefebvre-Desnouttes capturou a Colina Dourada em 18 de março, Götzen organizou uma viagem para retomar a cidade. No dia seguinte, as tropas bávaras bloquearam seu caminho para Jaszkowa Dolna. A luta terminou com a vitória dos bávaros. Em 13 de abril, as unidades derrotaram a unidade prussiana em uma escaramuça perto de Kłodzko. Poucos dias depois, em 17 de abril, Götzen organizou uma grande viagem (2.800 infantaria, 300 cavalaria e 18 canhões), mas as tropas do general Lefebvre-Desnouttes não puderam ser quebradas, mas as tropas prussianas não foram quebradas e recuaram para a fortaleza . A guarnição da fortaleza foi reforçada. Em 14 de junho, um total de 416 soldados de infantaria e 165 soldados de cavalaria, bem como 4 canhões e 1 obuse, chegaram de Srebrna Góra. Depois de conquistar Nysa e assinar a capitulação da fortaleza de Koźle, Hieronim decidiu intensificar as atividades destinadas a conquistar Kłodzko. Começaram as lutas por Jaszkowa Górna. Como resultado, as forças aliadas se aproximaram do acampamento fortificado da fortaleza. Em 23 de junho, Jaszkowa Dolna foi apreendido. Na noite de 23/24 de junho, foi realizado um assalto, em decorrência do qual contam. Götzen decidiu render a fortaleza. As perdas dos agressores chegaram a cerca de 1.000 feridos e mortos. Dois esquadrões de lanceiros poloneses da Legião Italiano-Polonesa participaram da luta. O ato de rendição foi assinado no dia seguinte. A fortaleza não foi realmente liberada devido à paz em Tylża, concluída em 9 de julho de 1807.
Uma das lendas diz que quando Napoleão cavalgava por Kłodzko, seu boné caiu de sua cabeça e, no local onde caiu, os prussianos fundaram um obelisco de pedra com um boné claramente gravado. Ele ainda existe hoje e foi considerado pelos prussianos como um sinal que predisse a queda do imperador. No entanto, não é verdade, Napoleão não marchou através de Kłodzko (então ele fazia campanha na Pomerânia e na Prússia Oriental), e durante a capitulação da fortaleza ele comandou na Batalha de Fridland.
Em 1867, o governo prussiano decidiu desarmar a fortaleza como obsoleta (situação semelhante ocorreu na fortaleza de Srebrna Góra).

## Prisão
Depois que o edifício foi reconstruído pelo Rei Frederico, o Grande, até 1945 a fortaleza fortemente fortificada desempenhou um papel militar e uma prisão pesada. Um dos primeiros prisioneiros foi o oficial e aventureiro prussiano Friedrich von der Trenck (1727-1794) por seu caso com a irmã real, a princesa Amalia. Ele foi um dos poucos que conseguiu escapar da fortaleza. Outro era o general austríaco, conde. Wilhelm Reinhard von Neipperg (1684–1774), condenado a uma fortaleza por concluir o Tratado desfavorável de Belgrado em 1739 sem autorização; perdoado após a morte do imperador Carlos VI.
Em 1864, os insurgentes da Revolta de Janeiro da Grande Polónia foram presos na fortaleza. Por participação na Revolta de Janeiro sob o julgamento do tribunal prussiano em 1864, os seguintes prisioneiros foram presos: Wacław Koszutski - ajudante do General Taczanowski, Walerian Hulewicz - participante nos combates durante a Primavera das Nações, nomeado em 1863 pelo Governo Nacional durante o Levante de janeiro como comissário no poviat de Września, Stanisław Sczaniecki - ativista de sociedades agrícolas, co-editor da revista "Ziemianin", graduado pela Universidade de Wrocław, Włodzimierz Wolniewicz - jornalista e ativista econômico (condenado à morte e posteriormente sujeito a anistia), o proprietário de terras Erazm Wolniewicz e Jan Rymarkiewicz.
Em 1870, prisioneiros de guerra franceses feitos cativos na guerra franco-prussiana foram presos aqui. Em 1873, nas paredes da fortaleza, pe. Augustyn Szamarzewski (1832–1891), um ativista social e econômico de Wielkopolska, e Wojciech Kętrzyński e Karl Liebknecht.
Em 1911, o capitão da inteligência francesa Charles Lux foi preso aqui, condenado a uma estadia de 6 anos na fortaleza por suas atividades de espionagem. Ele era famoso por sua fuga ousada. Em 1932 ele publicou um livro no qual descreve sua permanência na fortaleza e a fuga ridicularizando as sentinelas alemãs.
Durante a Segunda Guerra Mundial, em 1940-1943, a fortaleza era um ramo do campo KZ Groß-Rosen, onde foram colocados prisioneiros de guerra, desertores do exército alemão e suspeitos de agirem em detrimento do Terceiro Reich. Havia uma pesada prisão para prisioneiros políticos (Władysław Planetorz, um ativista da Associação de Escotismo Polonesa na Alemanha, foi preso e executado aqui), um local de execução e um campo de trabalho forçado. Russos, franceses, italianos, belgas, tchecos, finlandeses e ingleses foram presos aqui. O prisioneiro da fortaleza era, entre outros Mirosław Podsiadło, mais tarde presidente da Associação das Vítimas Polonesas do Terceiro Reich.
Em 1944, na fortaleza, as fábricas da AEG evacuadas de Łódź devido ao deslocamento frontal foram lançadas, onde foram produzidas peças para mísseis V-1 e equipamentos elétricos para U-boats e aviação. Em fevereiro de 1945, em face da aproximação da frente, os alemães começaram a evacuar a fábrica para a Turíngia.

## Nos Dias de Hoje
Em 1960, a fortaleza foi oficialmente declarada monumento e colocada à disposição dos turistas.
Em 1970, algumas das fotos do último episódio da série Czterej pancerni i pies - episódio Dom (A Casa) foram feitas na fortaleza.
Atualmente disponível para turistas com um trecho da rota subterrânea de aproximadamente 1 km. Desde 2006, a empresa produtora da cerveja Piast patrocina a reforma da fortaleza. Parte da fortaleza, conhecida como Lunette da Garça, é regularmente renovada socialmente pela Academia de Aventura. Também desde este ano, um grupo de reconstrução está operando na Fortaleza Kłodzko. O grupo recria os soldados do 47º Regimento de Infantaria Prussiano de 1806. No final de agosto de 2006, os Dias da Fortaleza Kłodzko aconteceram pela primeira vez, cujo ponto permanente é a reconstrução da batalha do período das Guerras Napoleônicas. Aos poucos, o evento é ampliado com novas atrações: Feira da Fortaleza, Noite no Museu, Cinema sob as Estrelas ou o cada vez mais popular show de rock RockBastion.
Em julho de 2018, um caminho histórico foi criado no percurso a partir da entrada da ul. Czeska na parte sul da fortaleza e mais a leste através da área do "Jardim do Comandante" a reconstruir, um miradouro, a "Bateria Corrompida" até à "Porta de Wróbel", que é a entrada para o fortaleza. Prevê-se também a reforma de paredes, taludes e abóbadas ao longo de toda a extensão do caminho planejado.